# Mmankgodi
Mmankgodi – wieś w Botswanie w dystrykcie Kweneng. Według spisu ludności z 2011 roku wieś liczyła 6802 mieszkańców.